# Franchise (pensioenen)
Bij een pensioenregeling is de franchise (uitspraak: [fransjieze]) dat deel van het salaris waarover geen pensioen wordt opgebouwd en daarom ook geen pensioenpremie wordt betaald. 
Het systeem van de franchise is gebaseerd op de aanname dat het pensioen niet eerder ingaat dan bij het bereiken van de AOW-leeftijd. Het pensioen is dan een aanvulling op de AOW-uitkering. Dit wordt ook wel AOW-inbouw genoemd. De franchise wordt doorgaans jaarlijks vastgesteld op 1 januari. Meestal geldt een franchise voor alle deelnemers aan een pensioenregeling. In sommige pensioensregelingen is het echter mogelijk om een franchise per werkgever of per deelnemer af te spreken. Pensioen en AOW samen zijn meestal (bij 'normale' pensioenopbouw) gelijk aan 70% van het gemiddeld verdiende salaris. 
Hoe hoger de franchise, hoe lager de premie die men betaalt, maar ook: hoe minder pensioen er wordt opgebouwd. Het loon minus de franchise wordt de pensioengrondslag genoemd, over dat deel van het salaris wordt pensioenpremie betaald en over dat deel wordt ook het uiteindelijke pensioen berekend. Bij een middelloonregeling is het uiteindelijke pensioen dan de optelsom van de pensioengrondslag maal het opbouwpercentage (eventueel maal de deeltijdfactor) van alle individuele jaren dat er premie is afgedragen. Bij een eindloonregeling wordt bij een doorgaande salarisstijging over de deelnemingstijd het uiteindelijke pensioen echter gebaseerd op de pensioengrondslag van het laatstverdiende (hoogste) loon, waaraan de pensioensopbouw voor alle voorgaande jaren gelijk wordt gesteld (backservice). Hierdoor geldt bij een eindloonregeling alleen de franchise die gold in het laatste jaar van deelname. Reeds opgebouwde pensioensaanspraken mogen echter niet worden verlaagd, wanneer het loon (en daarmee de pensioensgrondslag) daalt in een later jaar. In dat geval geldt bij de eindloonregeling de franchise van het laatste jaar alleen voor de jaren waarin het loon gelijk was of lager lag.

## Hoogte van de franchise
De franchise hangt samen met het te ontvangen AOW en is daarnaast gekoppeld aan het jaarlijkse opbouwpercentage en wordt gebaseerd op de regels die zijn vastgelegd in de Pensioenwet (bij beroepspensioenfondsen in de Wet verplichte pensioensregeling). Wanneer het opbouwpercentage wordt verhoogd, moet de franchise worden verhoogd om zo binnen de fiscale kaders te blijven en andersom. Vanaf 2014 zijn de opbouwpercentages in stappen verlaagd om aan te sluiten op de uitgestelde pensioenrichtleeftijd (67 jaar). De franchises zijn hierop aangepast.
Als er voor de franchise wordt uitgegaan van de AOW van een alleenstaande dan ontvangt een alleenstaande een bedrag aan AOW en pensioen dat bij elkaar opgeteld ongeveer gelijk is aan 75% van zijn gemiddeld verdiende loon. Voor een gepensioneerde met een partner beneden de AOW-leeftijd is het gezamenlijk inkomen minder dan evenredig aan het loon (behoudens de AOW-toeslag voor mensen die voor 1950 zijn geboren). Voor een gepensioneerde met een AOW-gerechtigde partner is het gezamenlijk inkomen meer dan evenredig aan het loon. Voor tweeverdieners met allebei een pensioen is het gezamenlijk inkomen minder dan evenredig aan het gezamenlijke loon ("tweeverdienersgat").
Als er wordt uitgegaan van de AOW van twee partners samen ("kostwinnersfranchise") dan zal een alleenstaande een bedrag aan AOW en pensioen ontvangen dat minder dan evenredig is met zijn loon. De franchise was voor hem immers te hoog, hij heeft daardoor over een te klein bedrag pensioen opgebouwd. Voor een gepensioneerde met een partner beneden de AOW-leeftijd is het gezamenlijk inkomen veel minder dan evenredig aan het loon (behoudens de AOW-toeslag voor mensen die voor 1950 zijn geboren). Voor een gepensioneerde met een AOW-gerechtigde partner is het gezamenlijk inkomen evenredig aan het loon. Voor tweeverdieners met allebei een pensioen is het gezamenlijk inkomen veel minder dan evenredig aan het gezamenlijke loon (door het tweemaal toepassen van de kostwinnersfranchise is het "tweeverdienersgat" groter dan in het geval hierboven).
Als er wordt uitgegaan van niet meer dan de AOW van één partner dan ontstaat er geen tekort. De franchise moet dan niet meer zijn dan 10/7 van € 8800, is € 12600 per jaar (voor 2007). Als de franchise lager is dan wordt er dus meer pensioen opgebouwd. 
In het verleden is de franchise soms afhankelijk geweest van geslacht. De wet van 12 maart 1998 ter implementatie van de Barber-Richtlijn bepaalt dat dit niet meer mag, met terugwerkende kracht voor pensioenopbouw vanaf 17 mei 1990, de datum van het "Barber-arrest" waarin het Europese Hof van Justitie heeft bepaald dat discriminatie op grond van geslacht in aanvullende pensioenregelingen niet is toegestaan.